# ゲルトルート・フォン・エスターライヒ＝トスカーナ
ゲルトルート・フォン・エスターライヒ＝トスカーナ（Gertrud von Österreich-Toskana, 1900年11月19日 - 1962年12月20日）は、オーストリア帝室の分家ハプスブルク＝トスカーナ家出身の大公女（Erzherzogin）。オーストリア皇帝フランツ・ヨーゼフ1世の外孫。

## 生涯
ハプスブルク＝トスカーナ家のフランツ・ザルヴァトール大公と、その妻で皇帝フランツ・ヨーゼフ1世の末娘マリー・ヴァレリー大公女の間の第6子、三女として生まれた。洗礼の代母は母方の伯母にあたるバイエルン王子妃ギーゼラが務めた。1911年12月に妹マリーと一緒に初聖体を受けた。また、他の兄弟姉妹とともに教育学者・発達心理学者エルザ・ケーラーを養育係として育った。
- 3歳のゲルトルートの肖像、アロイス・ショルンベック画
- 仮装したゲルトルート（左）と次姉ヘートヴィヒ、1908年

1930年、ゲルトルートはフランツ・シュニューラー（Franz Schnürer）による『皇帝フランツ・ヨーゼフ母宛書簡集（„Briefe Kaiser Franz Josef an seine Mutter 1838 – 1872“）』出版のための編纂事業に重要な協力をした。
1931年12月29日にバート・イシュルにおいて、ゲオルク・フォン・ヴァルトブルク・ツー・ツァイル・ウント・ホーエンエムス伯爵（1878年 - 1955年）と結婚した。夫はヴァルトブルク＝ツァイル＝ホーエンエムス伯爵家の当主で、1930年に死去したゲルトルートの長姉エラの寡夫だった。ゲルトルートは姉の産んだ4人の子供の継母となり、夫との間には1男1女をもうけた。結婚後はシュヴァーベン地方に婚家が所有するジルゲンシュタイン城で暮らした。
ゲルトルートが所蔵・保管していた皇帝家の文書や書簡は、エゴン・ツェーザー・コンテ・コルティやリヒャルト・ゼクサウらの歴史家の研究に提供され、その高い史料的価値を評価された。彼女の所有する文書の中には母マリー・ヴァレリー大公女の日記、フランツ・ヨーゼフ帝の末娘マリー・ヴァレリー宛ての書簡が含まれていた。

## 子女
- ゾフィー（1932年 - ） - ヴェッセル・フォン・ロエ男爵[注釈 1]と結婚
- ヨーゼフ（1934年 - ） - マリア・ベネディクタ・フォン・レトヴィッツと結婚